# Partit Socialista d'Amèrica
El Partit Socialista d'Amèrica (Socialist Party of America) va ser un dels partits socialistes més importants en la història dels Estats Units. Es va formar en 1901 per una fusió entre el Partit Socialdemòcrata i una ala del Partit Socialista Laborista d'Amèrica

## Història
En les primeres dècades del segle xx, aquest partit va atraure el suport de diversos grups: sindicats, reformistes progressistes, agricultors populistes i comunitats d'immigrants. El seu candidat a la presidència, Eugene Debs, va obtenir més de 900.000 vots el 1912 i el 1920, mentre que el partit va aconseguir fer elegir dos dels seus membres a la Cambra dels Representants (Victor L. Berger i Meyer London) i molts alcaldes i càrrecs electes locals. La oposició decidida del partit al compromís nord-americà en la Gran Guerra, tot i que recolzat per molts, va produir algunes renúncies importants i va provocar la repressió i la persecució del govern federal. L'organització es va veure afectada pels conflictes interns generats per l'aparició de la Revolució d'Octubre de 1917 i la creació de la Internacional Comunista el 1919.
Després de donar suport a la candidatura de Robert M. La Follette el 1924, el Partit Socialista va recuperar la seva independència i va experimentar un creixement modest a principis dels anys trenta amb la candidatura de Norman Thomas. Després de la dècada de 1920, però, la base del partit es va veure debilitada per la popularitat del New Deal de Franklin Roosevelt i la superioritat del Partit Comunista dels Estats Units d'Amèrica dirigit per Earl Browder. L'intent avortat de donar un major suport al partit donant la benvinguda als partidaris de Lev Trotski i Jay Lovestone va portar la "vella guàrdia" a abandonar l'organització i formar la Federació Socialdemòcrata, el 1936. Mentre que el partit era fortament antifeixista i antiestalinista, la seva actitud ambivalent durant la Segona Guerra Mundial el va aïllar del panorama polític.
El partit va deixar de presentar un candidat a la presidència després del 1956, quan el seu candidat, Darlington Hoopes, no aconseguí ni tan sols 3.000 vots. En les darreres dècades de l'existència del partit, els seus membres, molts dels quals eren representants destacats dels moviments obrers i de drets civils, van estar fortament en desacord sobre la naturalesa de la seva relació amb el Partit Demòcrata i sobre com avançar en la causa de la democràcia.
El 1972-73, aquestes disputes estratègiques es van fer tan profundes que el partit es va dividir en tres grups diferents, entre ells l'actual Partit Socialista dels Estats Units, els socialdemòcrates i els demòcrates socialistes d'Amèrica.